# Aéroport de Tulum
Aéroport international de Tulum (espagnol : Aeropuerto Internacional de Tulum; officiellement l'aéroport international Felipe Carrillo Puerto, espagnol : Aeropuerto Internacional Felipe Carrillo Puerto; code IATA : TQO • code OACI : MMTL est un aéroport international situé à environ 20 kilomètres au sud-ouest de Tulum, Quintana Roo, Mexique . Il dessert le trafic aérien national et international pour Tulum, fonctionnant comme une porte d'entrée secondaire pour les touristes visitant les Caraïbes mexicaines, la Riviera Maya et la péninsule du Yucatán . Il soutient également diverses activités d’aviation exécutive et générale. Le principal aéroport de la région est l'aéroport international de Cancún, situé à environ 125 kilomètres au nord de Tulum.
Après le début de la construction en 2022, l'aéroport a commencé ses services commerciaux le 1er décembre 2023, exploités par Grupo Olmeca-Maya-Mexica, une société holding détenue par l'armée mexicaine. Il a accueilli 39 768 passagers au cours de son premier mois d’exploitation.

## Histoire
Tulum, une destination touristique bien connue, s'appuie traditionnellement sur l'aéroport de Cancun comme principale porte d'entrée. Des efforts sont en cours pour réduire la domination de Cancún et établir des points d'entrée alternatifs dans cette zone touristique, l'aéroport de Cozumel apparaissant comme une option secondaire réussie. Dans les années 2000, l'aéroport international de Chichen Itza a été construit pour faciliter l'accès à la région centrale du Yucatan, mais des problèmes de viabilité financière ont conduit à sa fermeture peu de temps après sa création.
Le concept d’un aéroport civil à Tulum se profile à l’horizon depuis des années. Il a atteint un stade de développement où, en 2011, les appels d'offres pour les contrats de construction devaient être conclus. Cependant, le projet a rencontré des difficultés, ce qui l'a conduit à une impasse. Après l'investiture d'Andrés Manuel López Obrador à la présidence du Mexique en 2018, le soutien politique à l'aéroport de Tulum a encore diminué en raison de l'importance accrue accordée au projet Tren Maya. Cependant, le projet a repris de l'ampleur en 2022 lorsqu'il a été annoncé par l'administration López Obrador dans le cadre des efforts visant à stimuler le tourisme, notamment en collaboration avec le Tren Maya.
L'aéroport de Tulum, construit et exploité par l'armée mexicaine, fait partie de la stratégie plus large de l'administration López Obrador visant à impliquer les forces armées dans d'importants projets d'infrastructure. Cette tendance à la militarisation s'étend à d'autres projets, notamment la prise de contrôle de plusieurs aéroports, le Tren Maya et la renaissance de Mexicana. Cependant, l'implication de l'armée dans des fonctions civiles, telles que la gestion des aéroports et l'exploitation des hôtels, soulève des inquiétudes quant à la responsabilité et à la transparence.

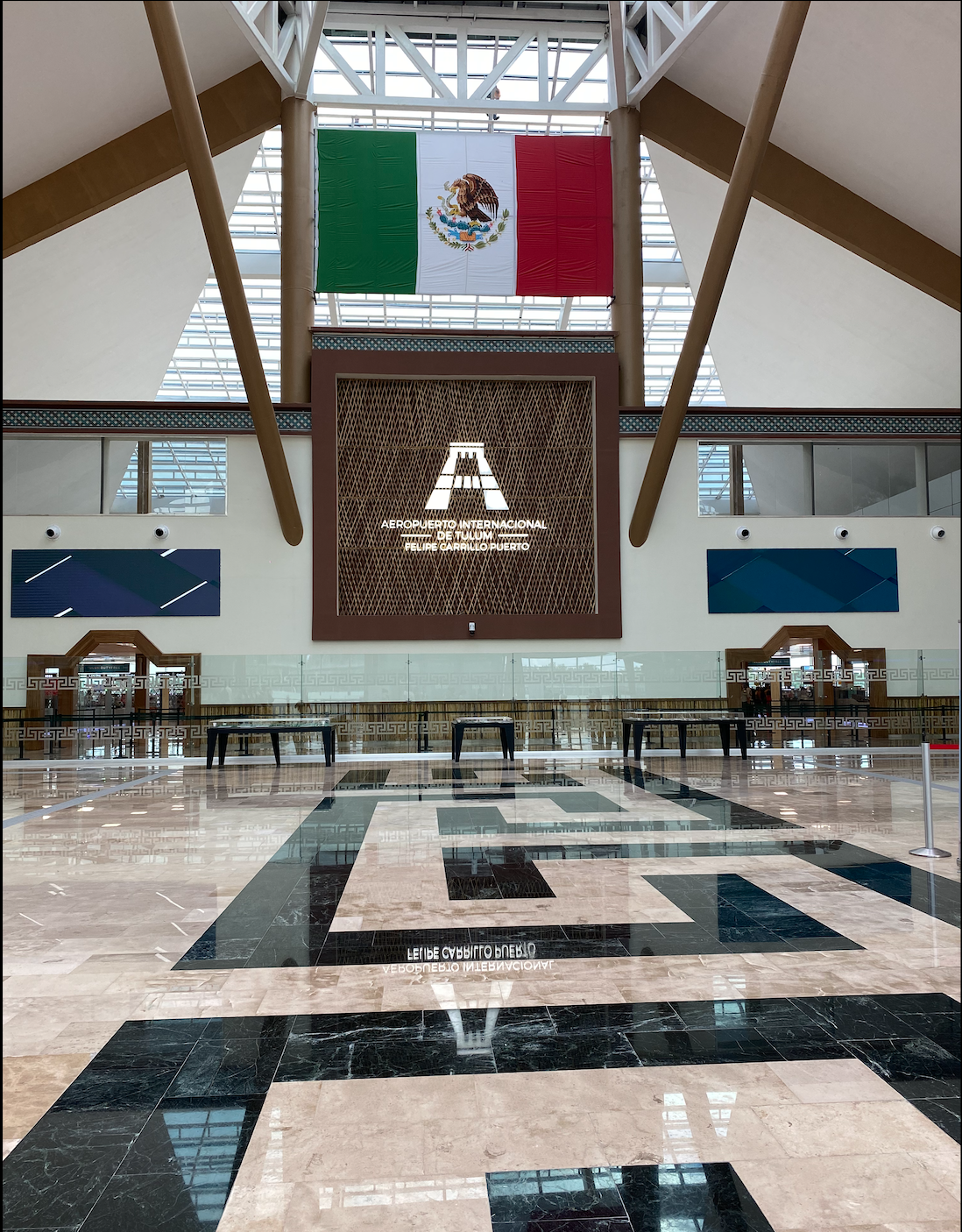
Aéroport international de Tulum, 2024.

La construction a commencé en 2022, pour une ouverture initialement prévue en avril 2024. À la suite de cette annonce, les principaux transporteurs mexicains et américains ont dévoilé leurs services depuis leurs hubs. En août 2023, Aeroméxico a annoncé des services vers Mexico et Viva Aerobus a annoncé des vols vers diverses villes mexicaines. En octobre 2023, Delta Air Lines a annoncé des vols sans escale au départ d' Atlanta à partir de mars 2024. Par la suite, Spirit Airlines a révélé son intention d'ajouter des vols au départ d' Orlando et de Fort Lauderdale. En novembre 2023, American Airlines a annoncé des vols vers Charlotte, Miami et Dallas/Fort Worth, suivis par United Airlines dévoilant des services vers Houston, Chicago, Newark, Los Angeles et Denver,. L'aéroport a commencé ses opérations le 1er décembre 2023.

## Installations
S'étendant sur 1 200 hectares à une altitude de 20 mètres au-dessus du niveau moyen de la mer, l'aéroport dispose d'un terminal passagers et d'une piste de 3 700 mètres capable d'accueillir des avions gros-porteurs et d'accueillir 5,5 millions de passagers par an. L' aire de trafic comprend 13 postes d'atterrissage principalement utilisés par les avions à fuselage étroit, complétés par des postes d'atterrissage au service de l'aviation générale .
Les 70 000 mètres carrés le terminal passagers fournit des services aéroportuaires internationaux standard dans un bâtiment de deux étages séparant les installations de départ au dernier étage et les arrivées au rez-de-chaussée. Il comprend des zones d'enregistrement, un point de contrôle de sécurité, des installations d'arrivée avec zones de récupération des bagages, des stations de taxis et des services de location de voitures. Le hall des départs abrite des espaces commerciaux et 13 portes avec des rampes descendant jusqu'au niveau de l'aire de trafic, permettant aux passagers de monter à bord de leurs avions en marchant jusqu'à l'avion.
De plus, l'aéroport abrite un terminal d'aviation exécutive, équipé de salons d'aéroport et d'installations dédiées à l'aviation générale. Les projets futurs impliquent la construction d’une base aérienne sur le terrain de l’aéroport. Une gare du Tren Maya est actuellement en construction dans les locaux de l'aéroport, dans le but d'établir des liaisons avec Tulum, l'aéroport international de Cancun, l'aéroport de Chetumal et d'autres destinations touristiques importantes du sud-est du Mexique.

## Compagnies aériennes et destinations
| Compagnies           | Destinations |
| -------------------- | --- |
| Aeroméxico Connect   | Aéroport international Felipe Ángeles à Mexico                                                                                  |
| Air Canada Rouge     | Montréal–Trudeau, Toronto–Pearson Saisonnier: Ottawa (débute le 14 Décembre 2024), Ville de Québec (débute le 13 Décembre 2024) |
| Air Transat          | Saisonnier: Montréal–Trudeau (débute le 19 Décembre 2024) Ville de Québec (débute le 21 Décembre 2024)                          |
| American Airlines    | Charlotte, Dallas/Fort Worth, Miami                                                                                             |
| Copa Airlines        | Panama City–Tocumen |
| Delta Air Lines      | Atlanta Saisonnier: Minneapolis/St. Paul (débute le 21 Décembre 2024)                                                           |
| Discover Airlines    | Saisonnier: Frankfurt (débute le 12 Décembre 2024)                                                                              |
| JetBlue              | New York–JFK |
| Mexicana de Aviación | Aéroport international Felipe Ángeles à Mexico                                                                                  |
| United Airlines      | Chicago–O'Hare, Denver (débute le 19 Décembre 2024), Houston–Intercontinental, Newark Saisonnier: Los Angeles                   |
| Viva Aerobus         | Guadalajara, Mexico City–AIFA, Monterrey, Tijuana                                                                               |
| Volaris              | Guadalajara (débute le 5 Décembre 2024)                                                                                         |
| WestJet              | Saisonnier: Calgary, Toronto–Pearson (les 2 débutants le 9 Novembre 2024)                                                       |

## Statistiques

### Itinéraires les plus fréquentés
| Rang | Ville                 | Passagers | Classement | Compagnie aérienne   |
| ---- | --------------------- | --------- | ---------- | -------------------- |
| 1    | Mexico                | 9 760     |            | Aeroméxico Connecter |
| 2    | Mexico-AIFA           | 3 660     |            | Viva Aérobus         |
| 3    | Nuevo León, Monterrey | 3 052     |            | Viva Aérobus         |

## Voir également
- Liste des aéroports les plus fréquentés du Mexique
- Liste des aéroports au Mexique
- Liste des aéroports par code OACI : M
- Liste des aéroports les plus fréquentés d'Amérique du Nord
- Liste des aéroports les plus fréquentés d'Amérique latine
- Transports au Mexique
- Tourisme au Mexique
- Liste des plages au Mexique
- Riviera Maya
- Force aérienne mexicaine

## Les références
1. ↑  (es) « Avanza Tulum Hacia Su Transformación: González Canto » [archive du 2 décembre 2009], Blog Gubernamental, Gobierno del Estado de Quintana Roo, 18 septembre 2009
2. ↑  (es) « Pone en marcha SCT proyecto de tren transpeninsular en Quintana Roo », Imagen Radio,‎ 10 mars 2014 (lire en ligne, consulté le 12 octobre 2019)
3. ↑  « Mexican government gives military control of four more airports », Reuters
4. ↑  « Mexico's military is reviving one of its oldest airlines », NPR
5. ↑  « Tulum will get a new luxury airport in 2023 », Forbes (EE.UU.), 7 octobre 2020
6. ↑  « New Nonstop Flights Announced To Tulum From These U.S. Cities », The Cancun Sun, 29 août 2023
7. ↑  (en) « Delta Air Lines to Fly Direct to Tulum When New International Airport Opens », www.travelmarketreport.com, 16 octobre 2023 (consulté le 16 octobre 2023)
8. ↑  (en-US) « Paradise is Calling: U.S. Travelers Gain Daily, Low-Fare Flights to Tulum's New Airport with Spirit Airlines », ir.spirit.com (consulté le 27 octobre 2023)
9. ↑  « Tokyo to Tulum: American Airlines unveils new international routes to enhance 2024 travels »
10. ↑  « United Airlines starting with 22 weekly U.S. flights into Tulum International », 24 novembre 2023
11. ↑  Carlos Rosado van der Gracht, « Tulum's New Airport Has a Long Way to Go, But It Sure Is a Looker », Yucatán Magazine,‎ 22 décembre 2023 (lire en ligne)
12. ↑  « Cancun Airport's Link to Maya Train: Construction Set to Start Soon », 12 juin 2023
13. ↑  (es) « Aeroméxico flies to Tulum from AIFA for few slots at AICM », sur Reportur, avril 2024 (consulté le 4 avril 2024)
14. 1 2  « Air Canada Adds Tulum Service From May 2024 », sur Aeroroutes, 15 décembre 2023 (consulté le 15 décembre 2023)
15. ↑  « Air Canada NW24 Sun Destinations Service Changes – 26JUN24 », sur Aeroroutes (consulté le 27 juin 2024)
16. ↑  « Air Canada Offers Québec City Region a New Hotspot for This Winter with Non-stop Flights to Tulum », aircanada.com (consulté le 26 juin 2024)
17. ↑  « Air Transat Plans Tulum Service in late-Dec 2024 », sur Aeroroutes (consulté le 9 juillet 2024)
18. ↑  « American Airlines Schedules Tulum Launch in Late-March 2024 », sur Aeroroutes, 14 novembre 2023 (consulté le 14 novembre 2023)
19. ↑  (es) « Copa Airlines anuncia 3 destinos hacia México, Brasil y EEUU », sur EcoTVPanama, 5 février 2024 (consulté le 5 février 2024)
20. ↑  (en) « Vacation in Mexico this spring with direct-to-Tulum service on Delta », sur Delta News Hub, octobre 2023 (consulté le 13 octobre 2023)
21. ↑  (en-US) « Delta adding seasonal flight from MSP to Tulum, Mexico », sur KSTP-TV (consulté le 28 juin 2024)
22. ↑  (en-US) « Discover Airlines Launches as First European Connection to Mexico’s Newest Caribbean Airport », sur Aviacionline (consulté le 26 février 2024)
23. ↑  (en) « JetBlue Expands Mexico Service with Flights from New York to Tulum on Sale Today », 14 décembre 2023 (consulté le 14 décembre 2023)
24. ↑  (es) « Nueva Mexicana de Aviación, operada por el Ejército, arranca con un vuelo a Tulum », aldiadallas, The Dallas Morning News,‎ 25 décembre 2023 (lire en ligne, consulté le 25 décembre 2023)
25. 1 2 3  (en) « United Debuts Direct Flights Between U.S. and Tulum », 17 novembre 2023 (consulté le 17 novembre 2023)
26. ↑  (en) « United to have non-stop flights between Denver and Tulum », sur Aviacionline, 15 janvier 2023 (consulté le 16 janvier 2023)
27. 1 2  (es) « Viva Aerobus announces new routes to Tulum », sur EnElAire, août 2023 (consulté le 25 août 2023)
28. ↑  (es) « Volaris connects Guadalajara with Tulum: Take advantage of the opening offer with flights from $99 pesos », sur El Debate, avril 2024 (consulté le 10 avril 2024)
29. ↑  « The WestJet Group further solidifies its position as Canada’s leisure champion with expanded 737 service to sun destinations », westjet.com, 21 mai 2024 (consulté le 21 mai 2024)
30. ↑  (es) « Estadística operacional por origen-destino / Traffic Statistics by City Pairs », Agencia Federal de Aviación Civil, janvier 2024 (consulté le 1er février 2024)